# دانغ فان ثانه
دانغ فان ثانه (بالفيتنامية: Đặng Văn Thành)‏ هو لاعب كرة قدم فيتنامي في مركز الهجوم، ولد في 30 سبتمبر 1984 في مدينة ها فونغ في فيتنام. شارك مع منتخب فيتنام لكرة القدم. أما مع النوادي، فقد لعب مع نادي بيكامكس بين دونغ.

## وصلات خارجية
- دانغ فان ثانه على موقع قاعدة بيانات كرة القدم.إي يو (الإنجليزية)
- دانغ فان ثانه على موقع ناشيونال فوتبول تيمز (الإنجليزية)